# Kazajistán en los Juegos Olímpicos de Vancouver 2010
Kazajistán estuvo representado en los Juegos Olímpicos de Vancouver 2010 por un total de 38 deportistas que compitieron en 8 deportes. 
El portador de la bandera en la ceremonia de apertura fue el biatleta Dias Keneshev.

## Medallistas
El equipo olímpico kazajo obtuvo las siguientes medallas:
| Nombre             | Deporte | Competición |
| ------------------ | ------- | ----------- |
| Oro                |         |             |
| —                  |         |             |
| Plata              |         |             |
| Yelena Jrustaliova | Biatlón | 15 km F     |
| Bronce             |         |             |
| —                  |         |             |